# Папський хрест
Папський хрест, або ферула (лат. ferula) — символ папського служіння. Як матеріальний хрест його несли перед римським папою в процесіях або використовували його як пастирський посох. Різновид латинського хреста, але з трьома поперечками.
Поперечки позначають папське потрійне правління як вищого священика, вищого вчителя та головного пастиря. Вони також символізують ідею про те, що папа римський як представник Бога на Землі є співправителем трьох царств: небесного, земного та пекельного. Число 3 також вважається божественним у деяких культурах. Іноді такий хрест називається західним потрійним хрестом.